# Hanshin Tigers

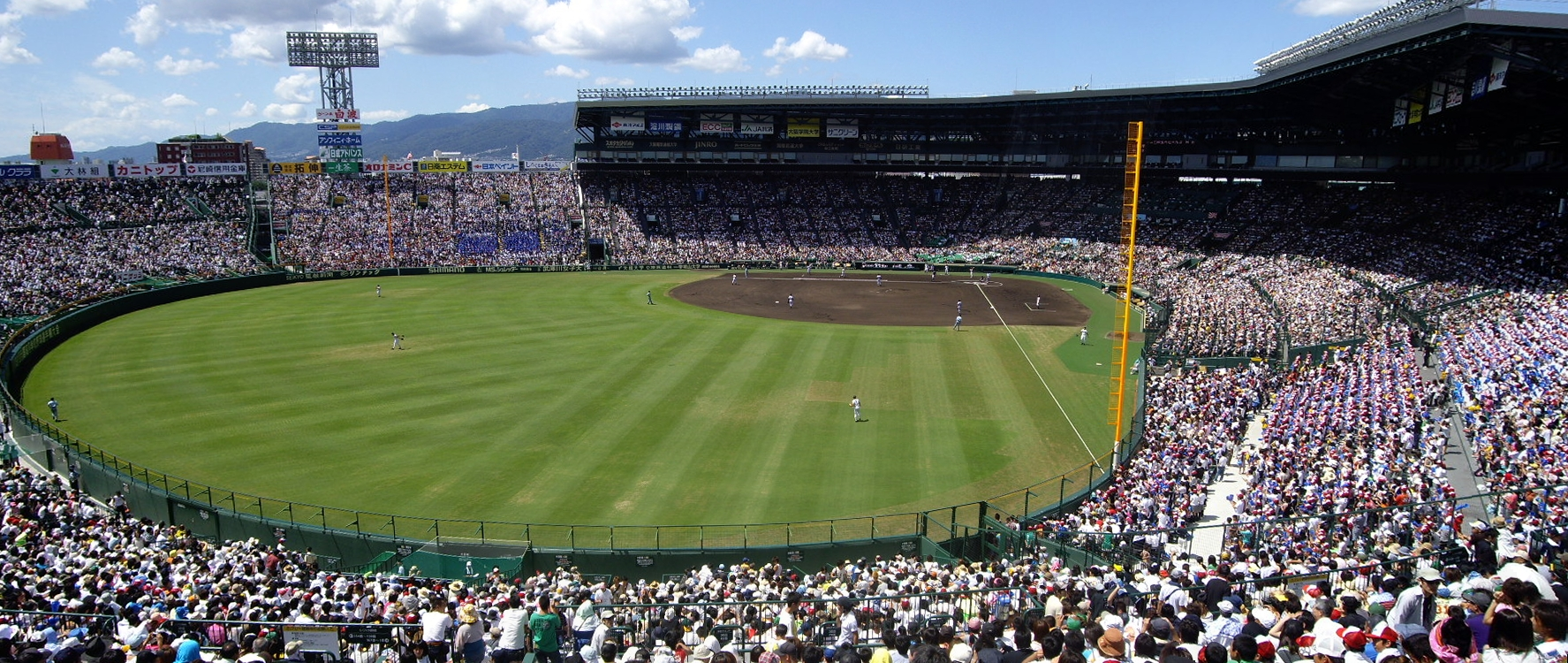
Koshien Stadium

Hanshin Tigers (în japoneză 阪神タイガース) este o echipă profesionistă de baseball din Japonia, cu sediul la Nishinomiya, statul Prefectura Hyōgo, care activează în Japonia Professional Baseball (NPB-Nippon Professional Baseball). Clubul a fost fondat în 1935.
Stadionul pe care Hanshin Tigers își dispută meciurile de acasă este Koshien Stadium, care este cel mai vechi dintre stadioanele echipelor din NPB.
Hanshin Tigers a câștigat 1 dată Seriile Japonia de Baseball - în 1985.